# جافيرو ديلروسون
جافيرو ديلروسون (بالهولندية: Javairô Dilrosun)‏ (مواليد 22 يونيو 1998) هو لاعب كرة قدم هولندي يلعب كجناح لنادي هرتا برلين. 

## مسيرته الكروية
لعب جافيرو ديلروسون خلال مسيرته الاحترافية مع ناديين في ثلاثة مواسم وسجل خلالها 6 أهداف ضمن 40 مباراة. ولم يفز بأي موسم بالكأس وفاز في موسم واحد بالدوري.
خاض جافيرو ديلروسون مسيرته مع نادي مانشستر سيتي في موسم 2017–18 لمدة موسم واحد، لم يشارك في أي مباراة ولم يسجل أي هدف. ثم انتقل إلى SG Gesundbrunnen Berlin ‏ في موسم 2018–19 ولمدة موسمين، حيث شارك في 40 مباراة سجل خلالها 6 أهداف.

## روابط خارجية
- جافيرو ديلروسون على موقع الاتحاد الأوربي (الإنجليزية)
- جافيرو ديلروسون على موقع قاعدة بيانات كرة القدم.إي يو (الإنجليزية)
- جافيرو ديلروسون على موقع ليكيب (الفرنسية)
- جافيرو ديلروسون على موقع ناشيونال فوتبول تيمز (الإنجليزية)
- جافيرو ديلروسون على موقع Soccerway.com (الإنجليزية)
- جافيرو ديلروسون على موقع عالم كرة القدم.نت (الإنجليزية)